# Expressway 130 (Südkorea)
Der Expressway 130  (kor. 인천 국제 공항 고속도로, Incheon Gukje Gongshang Gosok Doro) ist eine Schnellstraße in Südkorea. Die Autobahn ist eine Verbindung des Flughafens Incheon mit der Hauptstadt Seoul. Die Autobahn ist 40 Kilometer lang. Die Ausfahrtnummerierung ist auffällig, da sie in die falsche Richtung steigt.

## Straßenbeschreibung
Die Autobahn beginnt in Seoul an einer Kreuzung mit der Stadtschnellstraße 70 und verläuft dann am nördlichen Ufer des Han-Flusses. Die Autobahn überquert dann den Han-Fluss und kreuzt auf der anderen Seite die Stadtschnellstraße 88. Danach führt die Autobahn entlang des Flughafens Gimpo, dem kleineren Flughafen von Seoul. Dann wird der Expressway 100 überquert, die Ringautobahn von Seoul. Westlich von diesem Knoten hat die Autobahn 2 × 4 Spuren und verläuft dann in nördlicher Richtung nach Incheon. Dieser Bereich hat einige niedrig bewaldete Hügel und kleine Vororte. Die Autobahn verengt sich dann auf 2 × 3 Fahrspuren in Richtung der Insel Yeongjong über die Yeongjong-Brücke. Die Brücke ist teilweise doppelt mit einem Unter- und Hauptdeck ausgeführt und verfügt über 2 × 4 Fahrspuren. Die Autobahn kreuzt den Expressway 110 und endet dann am Flughafen Incheon.

## Geschichte
Die Autobahn wurde am 20. November 2000 nach Fertigstellung des Flughafens Incheon eröffnet.

## Eröffnungsdaten der Autobahn
| von       | nach  | Länge | Datum      |
| --------- | ----- | ----- | ---------- |
| Flughafen | Seoul | 40 km | 20.11.2000 |

## Verkehrsaufkommen
Es liegen noch keine Daten über das Verkehrsaufkommen vor.

## Ausbau der Fahrbahnen
| von       | nach  | Länge | Fahrspuren             |
| --------- | ----- | ----- | ---------------------- |
| Flughafen | Seoul | 40 km | 2 × 2, 2 × 3 und 2 × 4 |